# Boubacar Mansaly
Pour les articles homonymes, voir Mansaly.
Boubacar Mansaly est footballeur sénégalais, né le 4 février 1988 à Guédiawaye. Il évolue au poste de milieu offensif au FK Atyraou, au Kazakhstan.

## Biographie
Il participe à la Ligue Europa avec les clubs roumains du Dinamo Bucarest et de l'Astra Giurgiu.

## Palmarès
- Dinamo Bucarest
  - Vainqueur de la Supercoupe de Roumanie en 2012

- Astra Giurgiu
  - Champion de  Roumanie en 2016
  - Vainqueur de la Supercoupe de Roumanie en 2016

## Statistiques
| Saison                | Club                  | Championnat           | Championnat | Championnat | Coupe nationale | Coupe nationale | Coupe de la Ligue | Coupe de la Ligue | Compétition(s) continentale(s) | Compétition(s) continentale(s) | Compétition(s) continentale(s) | Total | Total |
| Saison                | Club                  | Division              | M.          | B.          | M.              | B.              | M.                | B.                | Comp.                          | M.                             | B.                             | M.    | B.    |
| 2009-2010             | AS Saint-Étienne      | Ligue 1               | 1           | 0           | 1               | 0               | 0                 | 0                 | -                              | -                              | -                              | 2     | 0     |
| 2010-2011             | AS Saint-Étienne      | Ligue 1               | 0           | 0           | 0               | 0               | 0                 | 0                 | -                              | -                              | -                              | 0     | 0     |
| 2011-2012             | Jeanne d'Arc Drancy   | CFA                   | 17          | 4           | 1               | 0               | 0                 | 0                 | -                              | -                              | -                              | 18    | 4     |
| 2012-2013             | Dinamo Bucarest       | Liga 1                | 26          | 0           | 3               | 0               | 0                 | 0                 | C3                             | 2                              | 0                              | 31    | 0     |
| 2013-2014             | Dinamo Bucarest       | Liga 1                | 28          | 2           | 3               | 0               | 0                 | 0                 | -                              | -                              | -                              | 31    | 2     |
| 2014-2015             | Dinamo Bucarest       | Liga 1                | 18          | 1           | 0               | 0               | 3                 | 1                 | -                              | -                              | -                              | 21    | 2     |
| 2015-2016             | Astra Giurgiu         | Liga 1                | 13          | 0           | 1               | 0               | 3                 | 0                 | -                              | -                              | -                              | 17    | 0     |
| 2016-2017             | Astra Giurgiu         | Liga 1                | 10          | 0           | 1               | 0               | 1                 | 0                 | C3                             | 5                              | 0                              | 17    | 0     |
| Total sur la carrière | Total sur la carrière | Total sur la carrière | 113         | 7           | 10              | 0               | 7                 | 1                 | -                              | 7                              | 0                              | 137   | 8     |